# Overname van Fortis Bank België
Voor oktober 2008 was Fortis Bank SA/NV, samen met Fortis Bank Nederland N.V., de bancaire poot van de zogenaamde Fortis holding (die uit twee vennootschappen bestond: het Nederlandse Fortis N.V. en het Belgische Fortis NV/SA, die via een constructie van kruiselingse deelnemingen elk de helft van de bank- en verzekeringsgroep Fortis in handen hadden). Toen duidelijk werd dat Fortis er niet in zou slagen om het geld te vinden nodig om zijn deel van de overnamepoging van ABN Amro te financieren, moesten de overheden van België, Nederland en Luxemburg tussenbeide komen, een eerste keer in het weekend van 28 september en nog eens op 5 oktober 2008, om via noodoplossingen te trachten de groep te "redden" van een totale ondergang (door een gevreesde "run on the bank" op maandag door zeer ongeruste spaarders). De overheden kopen elk die onderdelen die voor hun land het meest belangrijk zijn, en laten de probleemdelen over in wat de Fortis Holding wordt genoemd. De Nederlandse overheid investeert € 4,0 miljard in de Nederlandse tak, België neemt via haar Federale Participatie- en Investeringsmaatschappij (FPIM) voor € 4,7 miljard een belang van 49,9% in de overkoepelende bank-holding "Fortis Bank NV/SA" met daarin o.a. de Belgische bank en Luxemburg neemt voor € 2,5 miljard een belang van 49% in de Luxemburgse tak "Fortis Banque Luxembourg S.A.".
In de nacht van 5 op 6 oktober wordt bekendgemaakt dat het Franse BNP Paribas grote delen van Fortis overneemt. De Belgische staat verwerft via de Federale Participatie- en Investeringsmaatschappij eerst 99,3 procent van Fortis Bank België voor een bedrag van 4,7 miljard euro, waarna het 75 procent aan de Franse bank afstaat tegen nieuwe door BNP Paribas uit te geven aandelen ter waarde van 8,25 miljard euro. Door de operatie wordt de Belgische staat met ruim 11 procent de grootste aandeelhouder van de Franse bank. Ze krijgt ook twee bestuurders.
Op 28 april 2009 gaan in chaotisch verlopende algemene vergaderingen van aandeelhouders de aandeelhouders van Fortis NV/SA in België en op 29 april 2009 de aandeelhouders van Fortis N.V. in Utrecht akkoord met de verkoop van 75% van de aandelen van Fortis Bank SA/NV aan BNP Paribas S.A.. Verder kocht BNP Paribas 67% in Fortis Bank Luxemburg. De Belgische federale overheid en de Luxemburgse overheid hielden een minderheidsbelang van respectievelijk 25% en 33% in de twee Fortis onderdelen. BNP betaalde de overnamesom met eigen aandelen. De Belgische overheid kreeg een aandelenbelang van 10% in BNP Paribas en de Luxemburgse overheid 1,4%. België werd na de transactie de grootste aandeelhouder van BNP Paribas.
De resterende 25% van de aandelen van Fortis Bank SA/NV was in handen van de Federale Participatie- en Investeringsmaatschappij (Belgische Staat). Deze laatste verkocht op 13 november 2013 haar belang aan de Franse bankgroep BNP Paribas om de Belgische schuldgraad onder de 100% van het bruto binnenlands product te brengen. De verkoop leverde 3,25 miljard euro op. Er bleven wel onafhankelijke Belgische bestuurders in de raad van bestuur tot 2020 en de transactie had geen gevolgen voor de werkgelegenheid. Na de overname werd de naam van Fortis Bank SA/NV veranderd naar BNP Paribas Fortis door de nieuwe eigenaar BNP Paribas.